# Sandöörarna
Sandöörarna är ett naturreservat i Luleå kommun i Norrbottens län.
Området är naturskyddat sedan 2017 och är 0,9 kvadratkilometer stort. Reservatet ligger vid kusten på södra sidan av en halvö, Sandöörarna, som utgör sydligaste udden av Sandön. Reservatet består av äldre granskog med inslag av lövträd.